# Новиков, Сергей Сергеевич
Сергей Сергеевич Но́виков (24 сентября [7 октября] 1909, Пушкино, Московская губерния — 26 августа 1979, Москва) — советский химик-органик.

## Биография
Родился 24 сентября (7 октября) 1909 года в Пушкино (ныне Московская область). В 1925—1927 годах учился в Московском педагогическом техникуме, потом работал столяром-инструктором в детских домах и учебном комбинате «Динамо». В 1930 году отправился на учебу на химический факультет МГУ, который в 1935 году окончил. После этого до 1937 года работал в Биотехническом институте РККА. В 1940 году окончил аспирантуру МГУ имени М. В. Ломоносова. С 1941 работал в ИОХАН в лаборатории Н. И. Шуйкина. В 1952 году получил ученую степень доктора химических наук. С 1953 года работал заведующим лаборатории по изучению превращений и свойств нитросоединений. В 1962 году возглавил отделение органического синтеза. С 1954 года до конца жизни работал профессором в МИФИ. Член ВКП(б) с 1940 года.

## Научная деятельность
Основное направление научной деятельности ученого — химия углеводородов и нитросоединений. Он изучал каталитические реакции аренов, что привело к созданию авиационного топлива. Также он исследовал условия дезактивации металлических катализаторов и установил антидетонационные свойства циклопентановых углеводородов. разработал ряд новых способов получения ранее неизвестных нитросоединений.
Автор более 500 научных работ.

## Награды
- два ордена «Знак Почёта» (1946, 1947);
- два ордена Трудового Красного Знамени (1969, 1975);
- Сталинская премия второй степени (1946) — за разработку нового метода получения ароматических углеводородов
- премия имени А. М. Бутлерова (1967);
- Ленинская премия (1976)[2].

## Основные труды
- Новиков С.С. и др. Химия алифатических и алициклических нитросоединений. — М.: Химия, 1974. — 374 с.
- Новиков С.С. и др. Химия фуроксанов. — М., 1986. — Т. 1, 2.